# Zoolatech
Zoolatech es una empresa de desarrollo de software a medida que trabaja en el área de ingeniería de productos empresariales, web, desarrollo de aplicaciones móviles, ciberseguridad, etc. La empresa tiene su sede en Palo Alto, California, EE. UU., y oficinas en Kiev, Ucrania, Guadalajara, Madrid, España, México y Breslavia, Polonia. En febrero de 2022, la empresa se vio obligada a mudarse de Ucrania debido a la invasión rusa.

## Historia
En 2017, ZoolaTech fue fundada por Denis Rogov y Roman Kaplun. En marzo de 2021, la empresa estableció una oficina de representación en Guadalajara, México.
La empresa trabaja en las industrias de comercio electrónico, fintech, medios, entretenimiento, viajes y hotelería.
En 2021, la empresa ocupó el puesto 3 en la lista de clasificación Top 10 IT Employers of the Year.